# Let Me Down Slowly
Let Me Down Slowly  è un singolo del cantante statunitense Alec Benjamin, pubblicato il 25 maggio 2018 come primo estratto dal secondo mixtape Narrated for You.

## Video musicale
Il video musicale, diretto da Matt Swinsky, è stato pubblicato il 4 giugno 2018.

## Tracce
Testi e musiche di Alec Benjamin, Michael Pollack e Nolan Lambroza.
1. Let Me Down Slowly – 2:49

## Formazione
- Alec Benjamin – voce
- Nolan Lambroza – produzione, missaggio
- Chris Athens – mastering

## Remix
Il 7 gennaio 2019 viene pubblicata una versione remix della canzone realizzata con la cantante canadese Alessia Cara.

### Video musicale
Il video musicale è stato reso disponibile il 6 febbraio 2019.

### Tracce
Testi e musiche di Alec Benjamin, Alessia Caracciolo, Michael Pollack e Nolan Lambroza.
1. Let Me Down Slowly – 2:49

## Classifiche

### Classifiche settimanali
| Classifica (2019-25) | Posizione massima |
| -------------------- | ----------------- |
| Australia            | 56                |
| Austria              | 47                |
| Belgio (Fiandre)     | 4                 |
| Belgio (Vallonia)    | 7                 |
| Canada               | 49                |
| Croazia              | 78                |
| Danimarca            | 6                 |
| Estonia              | 5                 |
| Finlandia            | 6                 |
| Francia              | 16                |
| Germania             | 40                |
| Grecia               | 24                |
| Irlanda              | 17                |
| Italia               | 54                |
| Lettonia             | 11                |
| Lituania             | 13                |
| Lussemburgo          | 5                 |
| Malaysia             | 17                |
| Moldavia             | 64                |
| Norvegia             | 6                 |
| Nuova Zelanda        | 23                |
| Paesi Bassi          | 22                |
| Portogallo           | 12                |
| Regno Unito          | 31                |
| Repubblica Ceca      | 2                 |
| Romania              | 1                 |
| Singapore            | 30                |
| Slovacchia           | 19                |
| Slovenia             | 17                |
| Spagna               | 94                |
| Stati Uniti          | 79                |
| Svezia               | 38                |
| Svizzera             | 20                |
| Ucraina              | 171               |
| Ungheria             | 17                |

### Classifiche di fine anno
| Classifica (2019) | Posizione |
| ----------------- | --------- |
| Austria           | 69        |
| Belgio (Fiandre)  | 14        |
| Belgio (Vallonia) | 23        |
| Canada            | 98        |
| Danimarca         | 23        |
| Francia           | 41        |
| Germania          | 55        |
| Lettonia          | 25        |
| Norvegia          | 20        |
| Nuova Zelanda     | 50        |
| Paesi Bassi       | 60        |
| Portogallo        | 28        |
| Romania           | 60        |
| Svezia            | 83        |
| Svizzera          | 21        |
| Ungheria          | 59        |
| Classifica (2020) | Posizione |
| Portogallo        | 182       |
| Romania           | 9         |
| Classifica (2022) | Posizione |
| India             | 8         |